# Berdaš

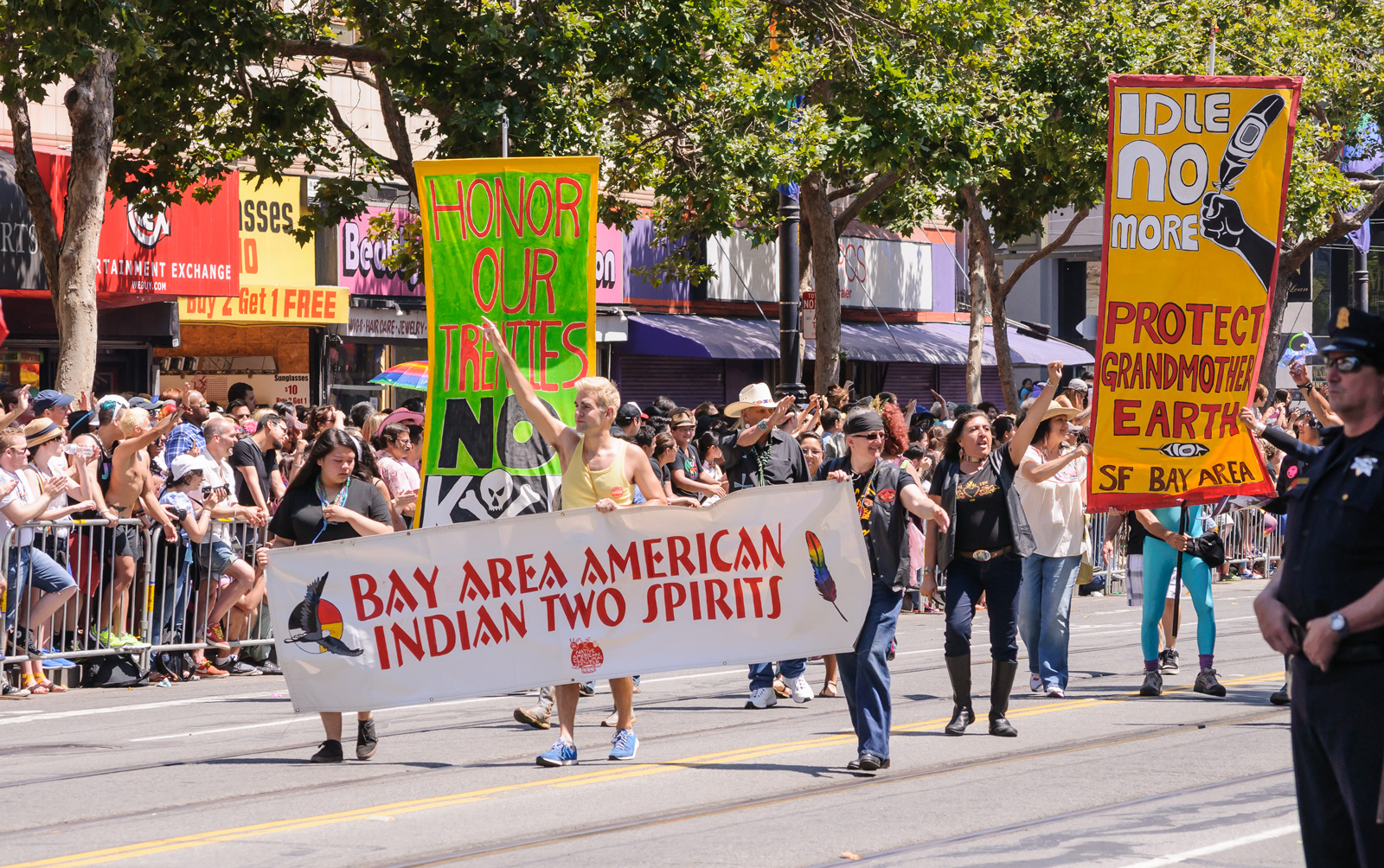
Berdaši v Pride průvodu, San Francisco, 2013

Berdaš, anglicky berdache, též two-spirit „dvou-duchý“ je označení pro Původního američana vymykajícího se tradičním západním genderovým a sexuálním normám. Berdaši plnili či stále plní ve svých komunitách duchovní i společenské role obou pohlaví a ze západního pohledu mohou být někteří z nich chápáni jako homosexuálové, transexuálové či intersexuálové. Část z berdašů jsou muži kteří si oblékají ženské šaty, plní především ženskou sociální roli a navazují vztahy či manželství s muži, část z nich jsou ženy, které naopak přijímají roli mužskou.
Počátky slova berdaš sahají až k arabskému bardaj „otrok, vydržovaný chlapec“, které dalo vzniknout španělskému bardaxa/bardaje „osoba věnující se sodomii“ a to zase francouzskému bardache „chlapec vydržovaný mužem k sexuálním službám“. Následně slovo proniklo i do angličtiny a počalo se používat pro jedince s nezvyklou sexuální identitou v domorodých komunitách. Vzhledem k tomu že výraz měl negativní a odsuzující nádech začal být od 90. let 20. století odmítán jako pejorativní na úkor termínu two-spirit či domorodých termínů lišících se jazyk od jazyka.